# Pałac Borchów w Warszawie
Pałac Borchów, także Dom Arcybiskupów Warszawskich lub pałac Arcybiskupi – pałac znajdujący się przy ul. Miodowej 17/19 w Warszawie. Od 1843 siedziba arcybiskupów warszawskich.

## Historia
W II poł. XVII w. w miejscu obecnego pałacu znajdował się drewniany dwór marszałka wielkiego litewskiego Aleksandra Hilarego Połubińskiego. W 1681 jego właścicielem został skarbnik ziemi nurskiej Wawrzyniec Wodzicki.
Przed 1732 w miejscu dworu został wzniesiony pałac, należący ok. 1740 do starosty wyszogrodzkiego Mateusza Szymanowskiego. Przed 1754 dokonano jego przebudowy w stylu późnego baroku dla barona Piotra de Riaucourta, prawdopodobnie według projektu Jakuba Fontany. Na tyłach pałacu powstał także regularny ogród francuski, na osi którego wzniesiono murowaną altanę w stylu rokokowym. W miejscu rozebranej oficyny przyulicznej wzniesiono ażurowe ogrodzenie z czterofilarową bramą. Jest to jedyna zachowana w Warszawie brama z wazonami rokokowymi.
Ok. 1780 budynek został przebudowany w stylu klasycystycznym przez Dominika Merliniego dla podkanclerzego koronnego Jana Borcha. Korpus główny pałacu został wtedy podwyższony do dwóch pięter. 
Pod koniec XVIII w. pałac był siedzibą Komisji Brukowej.
Od 1800 właścicielem pałacu był cukiernik Ludwik Nesti, który otworzył w nim hotel „Paryski“ (później „Europejski“), restaurację i cukiernię. W latach 1810–1837 pałac był własnością rodziny Kernerów. Przed 1830 w pałacu mieściła się restauracja i Hotel d’Europe. W 1837 budynek został zakupiony przez rząd Królestwa Polskiego, do 1842 mieścił się w nim Aleksandryjski Instytut Wychowania Panien. Po przeniesieniu szkoły do Puław, w 1843 gmach został przekazany na siedzibę arcybiskupa warszawskiego. Funkcję tę pełni do dziś; stąd nosi także nazwę Domu Arcybiskupów Warszawskich. 
Pałac został spalony w czasie powstania warszawskiego. Został odbudowany w latach 1949–1954 według projektu Stanisława Marzyńskiego w późnobarokowej-klasycystycznej formie z XVIII wieku. Po odbudowie pałac stał się rezydencją prymasa Polski.
W 1953 funkcjonariusze Urzędu Bezpieczeństwa zatrzymali w pałacu Stefana Wyszyńskiego; po uwolnieniu i powrocie z internowania w 1956 prymas mieszkał w nim do śmierci w 1981.
W 1962, w związku z budową ul. Schillera, ogród pałacowy został skrócony o połowę i obecnie kończy się on murem bezpośrednio za rokokową altaną.
W 2021 na dziedzińcu pałacu odsłonięto popiersie Stefana Wyszyńskiego.

## Galeria

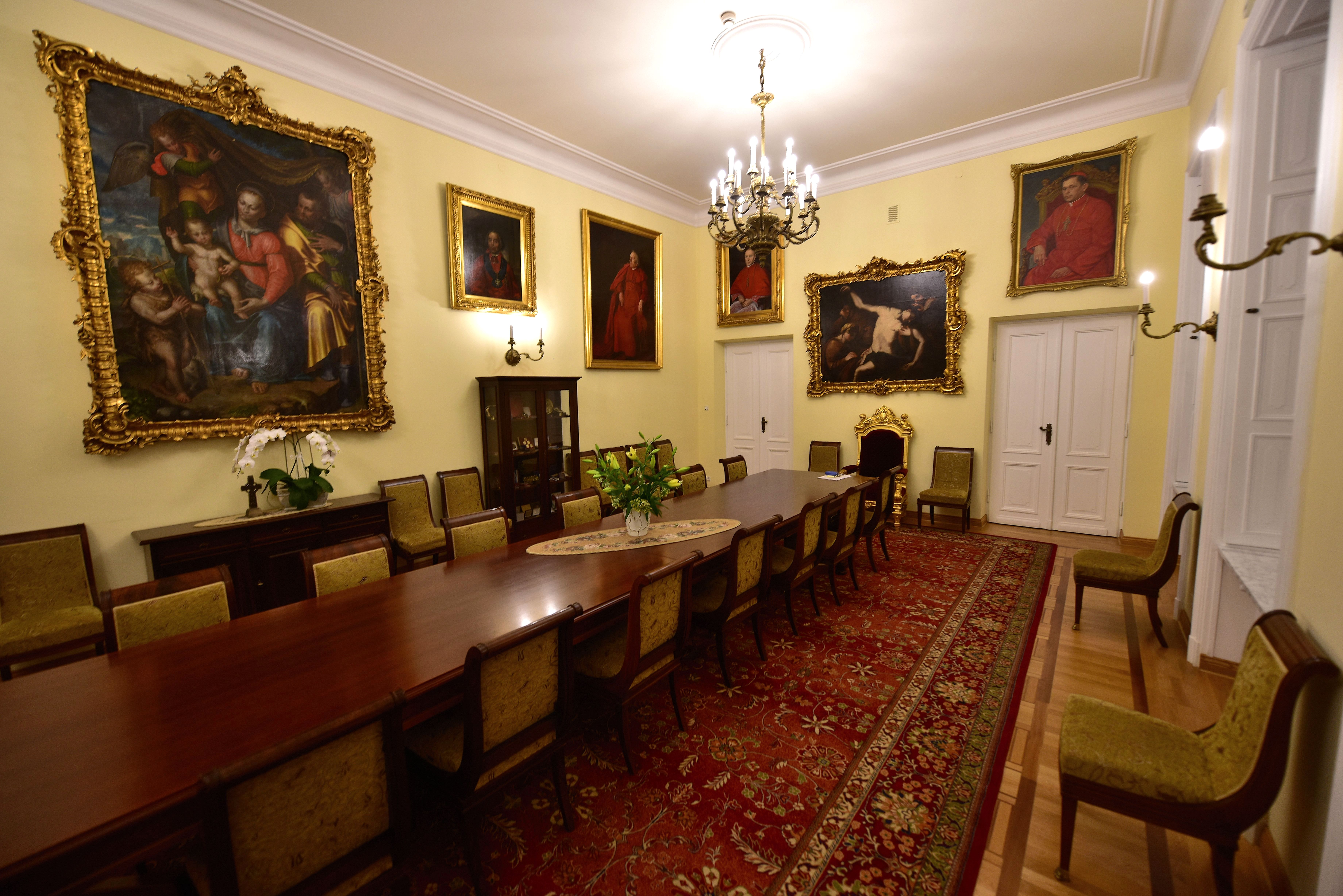
Sala Tronowa
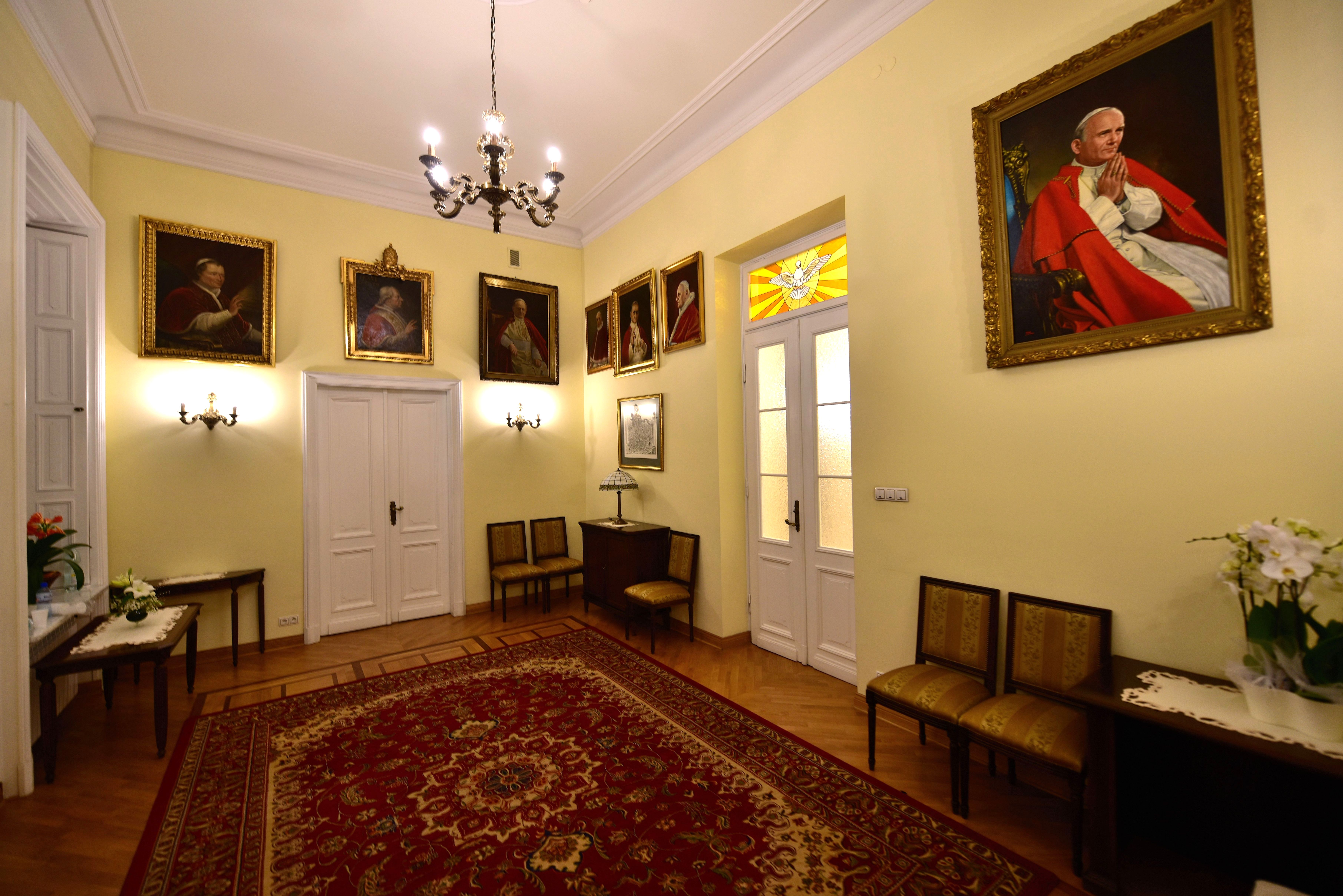
Mały salon papieski
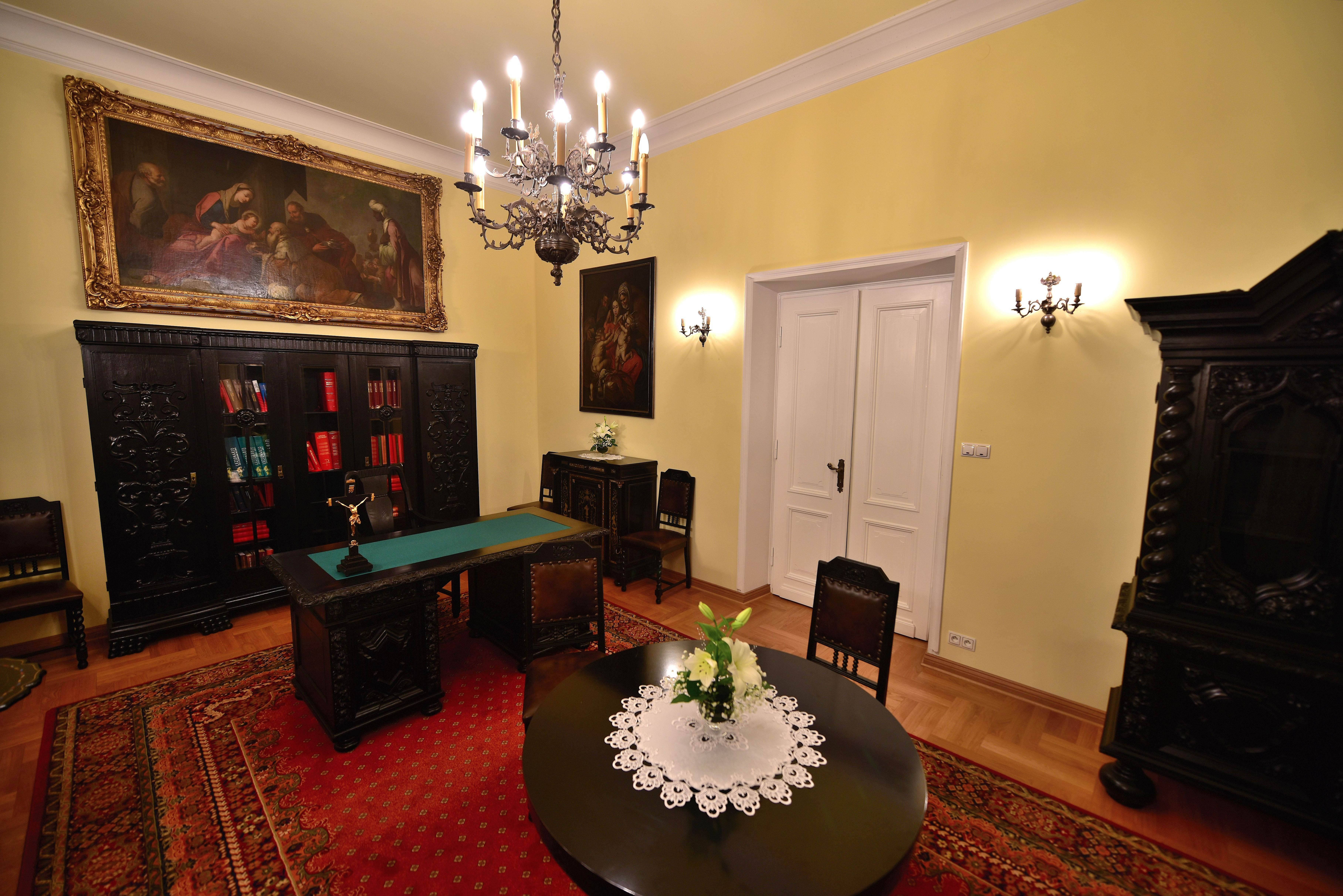
Czarny Gabinet
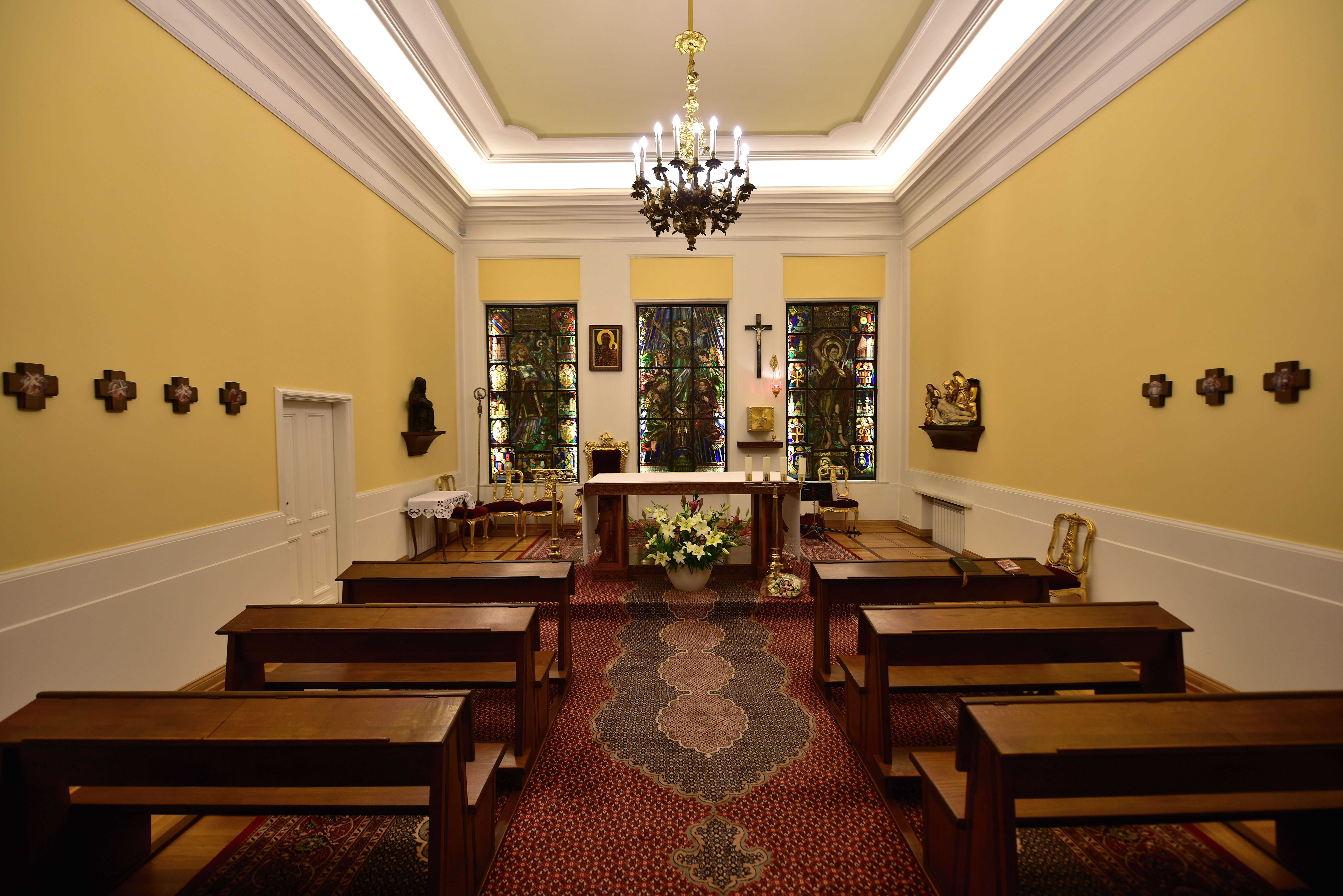
Kaplica